# نیم (فیلم)
نیم فیلمی به کارگردانی، نویسندگی و تهیه‌کنندگی بهمن کامیار محصول سال ۱۳۹۴ است.

## خلاصه داستان
این فیلم داستان دختر جوانی به نام آذر است که در جریان قتل مادرش درگیر ماجراهایی می‌شود.

## بازیگران
- هستی مهدوی
- حسین سلیمانی
- نگار عابدی
- افشین سنگ‌چاپ
- صدرالدین حجازی
- میرطاهر مظلومی
- سام مشایخی
- فرشته عروجی
- آشا محرابی
- فریماه فرجامی